# إيفا هيس
إيفا هيس (بالإنجليزية: Eva Hesse) (11 يناير 1936 - 29 مايو 1970)هي نحّاتة ألمانية، ولدت في 11 يناير 1936 في هامبورغ في ألمانيا، وتوفيت في 29 مايو 1970 في نيويورك في الولايات المتحدة.

## حياتها
وُلدَت هيس لعائلة يهوديّة في هامبورغ، ألمانيا، في 11 يناير 1936. عندما كانت هيس تبلغ من العمر عامين أرسلها والداها مع شقيقتها الكبرى هيلين هيس شاراش، إلى هولندا هربًا من ألمانيا النازية، على متن إحدى القطارات الخاصة بالأطفال.
انتقلت العائلة بعد حوالي ستة أشهر من الانفصال إلى إنجلترا ثم في عام 1939 إلى مدينة نيويورك، واستقروا في مرتفعات واشنطن في مانهاتن. انفصل والدا هيس في عام 1944، ثم تزوج والدها مرةً ثانية في عام 1945 وانتحرت والدتها في عام 1964. قابلت هيس النّحات توم دويل في عام 1962، وتزوّجته ثم انفصلا في عام 1966.
شخصت بورم في المخ في أكتوبر من عام 1969، وتوفيت يوم الجمعة 29 مايو 1970، بعد إجراء ثلاث عمليات فاشلة خلال عام واحد. أنهت وفاتها عن عمر ال 34 عامًا مهنتها التي أصبحت مؤثرة بشكل كبير، على الرغم من امتدادها لعقدٍ واحدٍ فقط.

## مهنتها
تخرجت هيس من كلية الفنون الجميلة والتصميم في نيويورك في سن ال 16، والتحقت بمعهد برات للتصميم في عام 1952. أصبحت هيس في سن الثامنة عشر متدربةً لدى مجلة وفي نفس الوقت، أخذت أيضًا دروسًا في رابطة طلاب الفن في نيويورك، ثم حصلت على درجة البكالوريوس من جامعة ييل في عام 1959. درست هيس أثناء وجودها في جامعة ييل، تحت إشراف جوزيف ألبرز والذي كان متأثرًا بشدة بالتعبيرية التجريديّة.
عادت هيس إلى نيويورك، وأصبحت صديقة للعديد من الفنانين الشباب، من بينهم: سول لويت ودونالد جود ويايوي كوساما، وغيرهم. استمرت صداقتها المُقربة من سول لويت حتى نهاية حياتها، وكتب الاثنان إلى بعضهما البعض في كثير من الأحيان.
تزوجت إيفا هيس من النحّات توم دويل في عام 1962. وانتقل الزوجان إلى ألمانيا بحلول عام 1965، حتى يتمكن دويل من الحصول على الإقامة الخاصّة بالفنانين، وهي خطوة لم تكن إيفا سعيدة بها.
يمثل العام الذي أمضته هيس في ألمانيا نقطة تحوُّل في مسيرتها الفنية. فمن هناك استمرت في صنع المنحوتات التي أصبحت فيما بعد محور التركيز الرئيسي في أعمالها.

## الأسلوب والمواد والطرق
تألفت أعمال هيس في بداياتها (1960-1965 ) بشكل أساسي من رسومات ولوحات تجريدية. وكانت المنحوتات هي أكثر ما اشتُهرت به ولذلك، غالبًا ما تُعتبر رسوماتها بمثابة مُقدمة أو خطوات أولية لعملها الحقيقي (النحت).
اهتمت هيس باللّثى (اللاتكس) كمادة لتشكيل منحوتاتها، واستخدمت غالبًا نماذجًا متعددة من الأشكال المتشابهة ونظمتها معًا في هياكل وكُتل. يُعتبر عملها كونتينغ من عام 1968 مثالًا على هذا المفهوم.

## التحليل البصري والنقدي
تُظهر أعمال هيس الحد الأدنى من التغيرات في المادة لكنها تغيّر في نفس الوقت المعنى الذي تحمله بشكل تام. أثار هذا المزيج من البساطة والتعقيد جدلاً بين مؤرخي الفن. كان النقاش مُركّزًا على التفريق ما بين القطع التي تُعتبر أعمالاً منتهية وكاملة، والقطع التي تُعتبر بمثابة دراسات أو رسومات أولية أو نماذج لأعمالٍ مستقبلية. غالبًا ما تكون رسومات هيس كمسودات لمنحوتات لاحقة، لكن هيس نفسها تنكر أي صلة قوية بينهما.

## الإرث الفني
يُقرأ فنها في سياق الصراعات التي عاشتها خلال حياتها. بما في ذلك: الفرار من النازيين وطلاق والديها وانتحار والدتها عندما كانت في العاشرة من عمرها وزواجها الفاشل ووفاة والدها. وضّح الفيلم الوثائقي الذي عُرض لأول مرة في نيويورك، في عام 2016 بعنوان إيفا هيس، خلفيتها المؤلمة. إذ يشرح الفيلم، لمخرجه مارسي بيغليتر، قصة «حياة هيس المأساوية». «يركز الفيلم على تلك السنوات من الظهور الفني، التي اتّسمت بالتقدم السريع والإنتاجية الصاخبة القوية».

## المعارض
عُرضت لوحات ل هيس في المعرض الدولي الحادي والعشرين لمتحف بروكلين للألوان المائية في عام 1961. وعُرضت رسوماتها في الوقت ذاته، في معرض جون هيلر. ثم شاركت هيس وزوجها توم دويل في أغسطس من عام 1962، في «حدث آلان كابرو» في رابطة طلاب الفن في نيويورك في وودستوك. كان لدى هيس معرض فردي لأعمالها على الورق في معرض آلان ستون في نيويورك في عام 1963.
قُدّم أول عرض فردي لها في مجال النحت في «جمعية الفن لراينلاند وفيستفاليا» في مدينة دوسلدورف، في عام 1965. عُرضت تماثيلها على نطاق واسع في معرض فيشباخ في نيويورك في نوفمبر 1968. وكان هذا معرضها الوحيد للنحت الفردي خلال حياتها في الولايات المتحدة. يُمثل المعرض نقطة تحول في حياة هيس، إذ اكتسبت الصيت والشهرة في ذلك الوقت.
أُقيمت العشرات من المعارض الضخمة لها بعد الوفاة في كل من الولايات المتحدة وأوروبا. أحد المعارض كان في متحف سولومون غاغينهايم في عام 1972. أُقيمت ثلاث معارض منفصلة أخرى لها، بعنوان «إيفا هيس، النحت»، هذه المعارض جرت في عدة أماكن منها: المعرض الفني وايتشابل في لندن من 4 مايو إلى 17 يونيو في عام 1979، وفي متحف كرولر مولر في أوتيرلو من 30 يونيو إلى 15 أغسطس في عام 1979، وفي معرض كينستر-غيشافت الفني في هانوفر، ألمانيا، من 17 أغسطس إلى 23 سبتمبر في عام 1979.
نُظّمت العديد من المعارض الكبرى في بداية عام 2000، بما في ذلك المعرض الضخم في عام 2002 (الذي نُظّم بالتشارك ما بين متحف سان فرانسيسكو للفن المعاصر ومتحف تيت مودرن ومتحف فايسبادن)، بالإضافة إلى المعارض المُتزامنة في عام 2006 في «مركز الرسم» في نيويورك والمتحف اليهودي في نيويورك. أُقيم معرض ل هيس أيضًا في أوروبا، في متحف فونداسيو أنتوني تابيس في برشلونة عام 2010. وسوف يُعرض قسم من رسوماتها الموجودة في متحف ألن ميموريال للفنون في عدة متاحف أخرى، مثل متحف فيسبادن بين عاميّ 2020-2019 وفي متحف موموك في فيينا وفي متحف هاوزر آند ويرث في نيويورك.

## مجموعاتها الفنيّة
يُعرض لها في متحف الفن الحديث في نيويورك أكثر من 20 عمل. لكن توجد أكبر مجموعة من أعمال هيس خارج الولايات المتحدة في متحف فيسبادن، الذي بدأ يشتري أعمالها بشكل جديّ بعد المعرض الذي أُقيم في عام 1990 بعنوان «فنانات القرن العشرين». تعرض واحدة من أضخم مجموعات هيس الفنية في متحف ألن ميموريال للفنون في كلية أوبرلين، والتي تحتفظ أيضًا بأرشيف إيفا هيس، الذي تبرعت به أخت الفنانة هيلين هيس شاراش للمتحف في عام 1979.

## وصلات خارجية
- إيفا هيس على موقع IMDb (الإنجليزية)
- إيفا هيس على موقع الموسوعة البريطانية (الإنجليزية)